# فرودگاه مالیندی
فرودگاه مالیندی (به انگلیسی: Malindi Airport) یک فرودگاه همگانی، غیرنظامی با کد یاتا MYD است که یک باند فرود آسفالت دارد و طول باند آن ۱۴۰۰ متر است. این فرودگاه در کشور کنیا قرار دارد و در ارتفاع ۲۳ متری از سطح دریا واقع شده است.

## شرکت‌های هواپیمایی و مقصدهای پروازی
| شرکت‌های هواپیمایی  | مقصدهای پروازی     |
| ------------------ | ------------------ |
| Airkenya Express   | ماندا، ویلسون      |
| Fly 540            | ماندا، جومو کنیاتا |
| Fly-SAX            | ویلسون             |
| Jambojet           | ماندا، جومو کنیاتا |
| مومباسا ایر سافاری | ماندا، موا         |